# Agathosma capensis
Agathosma capensis är en vinruteväxtart som först beskrevs av Carl von Linné, och fick sitt nu gällande namn av Dümmer. Agathosma capensis ingår i släktet Agathosma och familjen vinruteväxter. Inga underarter finns listade i Catalogue of Life.